# Darker My Love
Darker My Love est un groupe américain de rock psychédélique basé à Los Angeles en Californie. 

## Historique
Tim Presley, un ancien membre du groupe punk The Nerve Agents, forme le groupe en 2004 avec Andy Granelli, batteur de The Nerve Agents et du groupe The Distillers. Ils sont ensuite rejoints par le guitariste Jared « The Sandwitch » Everett et par le bassiste Rob Barbato, qui partage l’écriture et le chant avec Tim Presley. En 2006, Will Canzoneri rejoint le groupe pour assurer les parties d’orgue et de clavier. Le groupe a sorti trois albums et un EP entre 2004 et 2010. Presley est également un artiste visuel, assurant en grande partie l’imagerie du groupe.
Signé sur le label américain Tarentulas Records, Darker My Love publie son premier EP en 2004. Leur premier album éponyme, enregistré en 2005, sort le 22 août 2006 sur le label Dangerbird Records. Au printemps 2006, Presley et Barbato deviennent membres temporaires du groupe post-punk britannique The Fall. Ils participent à l’élaboration de l’album de The Fall, paru en 2007, Reformation Post TLC. Le 28 août 2007, Darker My Love réalise un 45 tours avec le groupe rock de Denver Moccassin, publiant la chanson Hair Decisions. Cet enregistrement a été la première publication du label I Hate Rock N Roll, basé à Los Angeles.
Leur deuxième album, sobrement intitulé 2, a également été publié par Dangerbirds Records en août 2005. Plusieurs chansons de l’album ont été utilisés à la télévision, pour des publicités ou des jeux vidéo. Blue Day a notamment été utilisée pour les jeux vidéo Guitar Hero 5 et NHL 2K10.
En 2009 Granelli quitte Darker My Love et le groupe peine à retrouver un nouveau batteur sur le long terme. Dan Allaire, également batteur pour le Brian Jonestown Massacre est alors recruté pour assurer la batterie. Cette même année le groupe sort un autre split sur I Hate Rock N Roll avec Audacity, groupe originaire de Fullerton en Californie. Le troisième album du groupe Alive As You Are, enregistré en Californie du Nord, sort le 26 juillet 2010 aux États-Unis.
Darker My Love a tourné avec de nombreux groupes tels que The Distillers, Heavens, The Warlocks, Asobi Seksu, The Dandy Warhols, The Strange Boys, A Place to Bury Strangers, White Lies, Band of Horses ou encore Delta Spirit.
Tim Presley a publié cinq albums sous le nom de White Fence, à commencer par un album éponyme en Février 2010. Il est suivi en 2011 par Growing Faith. En 2012, White Fence publie Family Perfume Vol.1 et Family Perfume Vol. 2, ainsi qu’un album en collaboration avec Ty Segall : Hairs. Son dernier album en date est Cyclops Reap, publié en 2013.

## Discographie

### EPs
- Darker My Love EP (2004)

### Albums
- Darker My Love (2006)
- 2 (2008)
- Alive As You Are (2010)

### Splits
- Darker My Love/Moccasin Split 12 (2007, I Hate Rock N Roll Records)
- Darker My Love/Audacity Split 7 (2009, I Hate Rock N Roll Records)

### Singles
- Summer Is Here (2005)
- Two Ways Out (2008)
- Blue Day (2009)